# ديفيد روبنشتاين
ديفيد روبنشتاين (بالإنجليزية: David Rubinstein)‏ هو عازف بيانو أمريكي، ولد في 1949.